# Heliodoxa imperatrix
Heliodoxa imperatrix là một loài chim trong họ Trochilidae.
Loài chim này được tìm thấy ở Colombia và Ecuador.
Môi trường sống tự nhiên của chúng là rừng đất thấp ẩm nhiệt đới hoặc cận nhiệt đới và rừng trên núi ẩm nhiệt đới hoặc cận nhiệt đới. Nó không được IUCN coi là loài bị đe dọa.